# Lost Soul (Band)
Lost Soul ist eine polnische Technical-Death-Metal-Band, die 1990 in Breslau gegründet wurde.

## Geschichte
Die Band wurde 1990 von dem Gitarristen und Sänger Jacek Grecki, dem Bassisten Tomasy Fornalski und Schlagzeuger Adam Sierżęga gegründet. Die ersten Lieder wurden zwei Jahre später im Studio aufgenommen und auf dem Demo Eternal Darkness veröffentlicht. Ein anderes Demo, Superior Ignotum, erschien 1993 in Tschechien. Lost Soul unterschrieb hinterher 1995 einen Vertrag Baron Records. Zu dem für Superior Ignotum aufgenommenen Material kamen noch zwei Lieder von dem ersten Demo. Kurze Zeit später unterbrach die Band ihre Aktivität wegen der Unstimmigkeiten, die zwischen den Mitgliedern der Band auftraten.

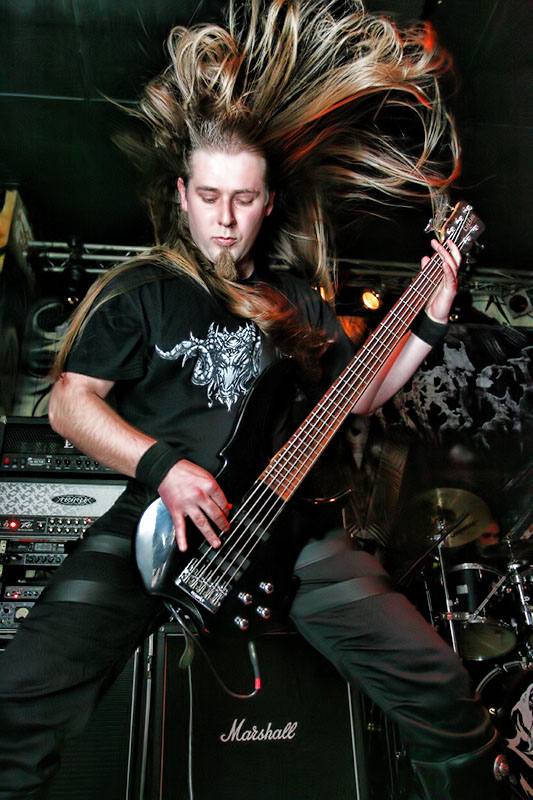
Damian „Czajnik“ Czajkowski – Wrocław, 2010.

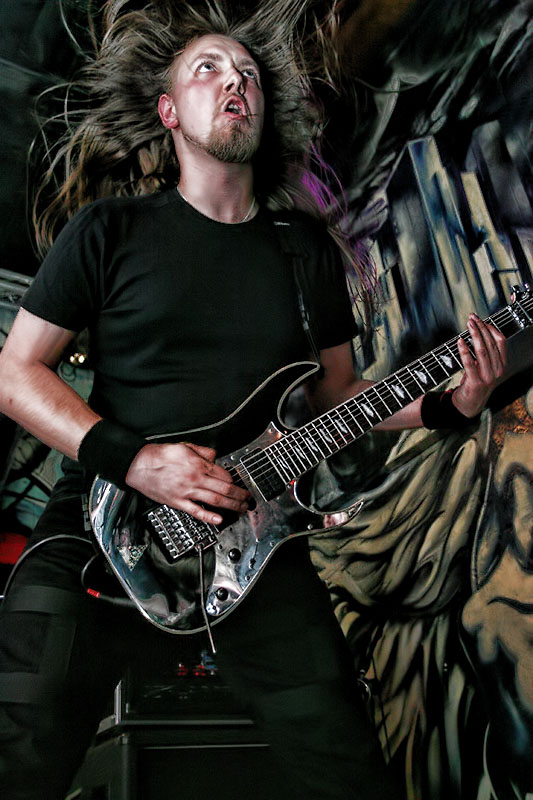
Dominik „Domin“ Prykiel – Wrocław, 2010.

1997 wurde Lost Soul mit dem neuen Gitarristen Piotr Ostrowski erneut aktiv. Ein Jahr später wurde ein neues Demo …Now is Forever in den Selani-Studios aus Olsztyn aufgenommen. Tomasz Fornalski verließ später die Band und wurde durch Krzysztof Artur Zagórowicz ersetzt, der gleichzeitig auch bei Shemfahorash aktiv war. In dieser Zeitspanne steigerte sich die Aktivität von Lost Soul, die Band spielte mit Dying Fetus, Monstrosity und Kataklysm zusammen und nahm auch an den Festivals Obscene Extreme oder Silesian Open Air teil. Im Jahre 1999 wurde …Now is Forever als ein Teil der Kompilation Disco’s Out, Slaughter’s In, die von Novum Vox Mortis veröffentlicht wurde, herausgebracht. Dasselbe passierte mit ...Now is Forever bei der von Relapse Records, Polish-Assault-Platte im demselben Jahrgang.
Im Jahre 2000 wurde das Debütalbum Scream of the Mourning Star in Polen von Metal Mind Productions und auf dem internationalen Markt von Relapse Records veröffentlicht. Dieses Album wurde sowohl von den Kritikern als auch von den Fans positiv aufgenommen. Zwei Jahre später, im Mai 2002, unterschrieb Lost Soul einen Vertrag mit Empire Records, wo im August 2002 das zweite Album Übermensch (Death of God) erschien. Einige Monate später veröffentlichte Osmose Productions das Album weltweit.
Im Oktober 2002 spielte Lost Soul zusammen mit Monstrosity, Vomitory, Trauma, Dissenter, Sceptic und Contempt in zehn der größten Städte Polens. Kurz danach verließ Krzysztof Artur Zagórowicz die Band aus persönlichen Gründen. Ersetzt wurde er durch Paweł Michałowski. In dieser Besetzung nahm die Band beim "Hell Festival" zusammen mit KAT und Ancient Rites teil.

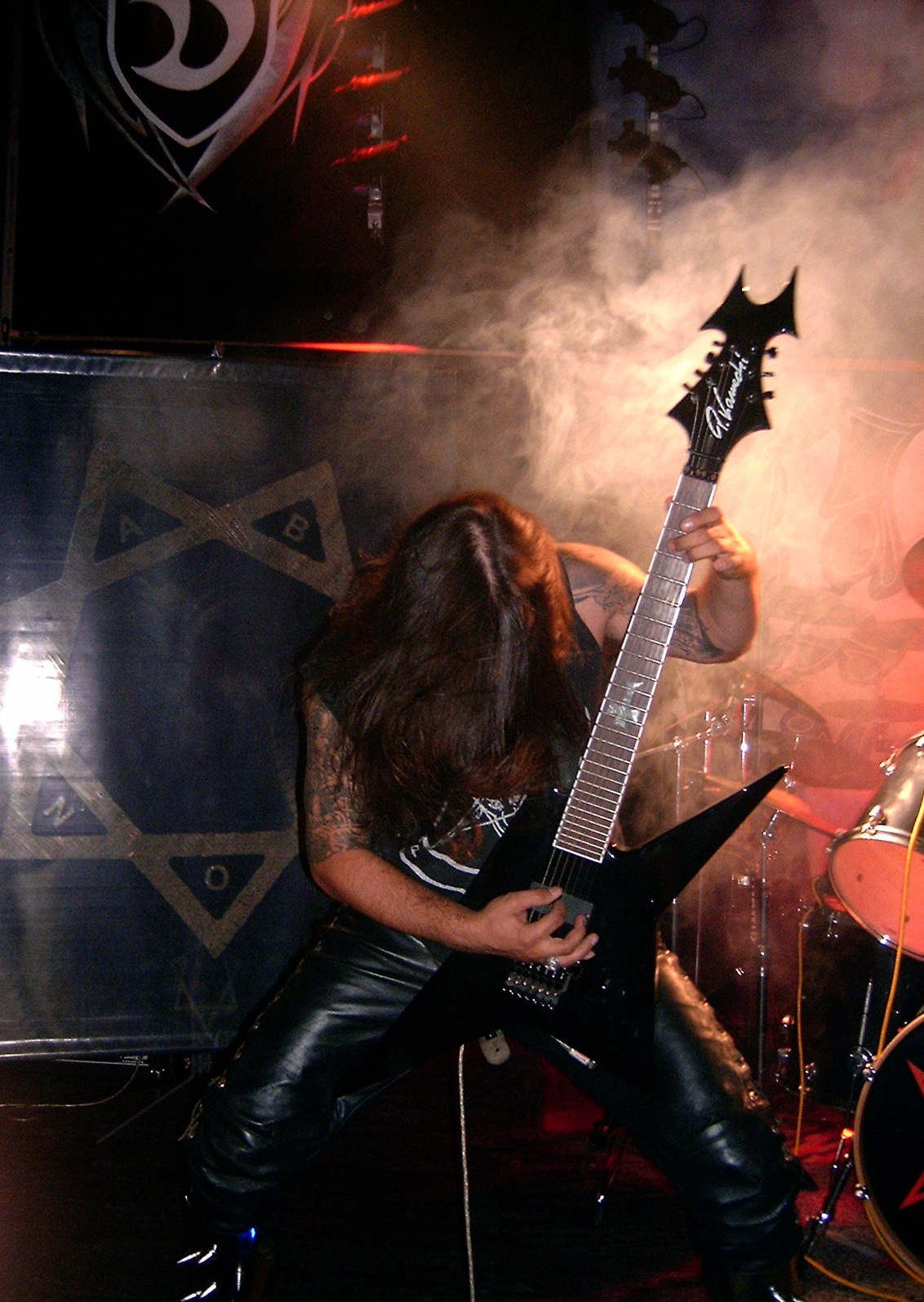
Piotr Ostrowski, 2005.

2003 trat Lost Soul neben Bands wie Hell-Born, Quo-Vadis an, Samael, Marduk, Vader, Saxon und Malevolent Creation auf. Nach dem Erscheinen des zweiten Albums am 3. März 2003, ging Lost Soul zusammen mit Dies Irae, Hate und Esqarial die Empire Invasion Tour. Gleich danach verließ Paweł Michałowski die Band, wurde aber vom früheren Lost-Soul-Mitglied Tomasz Fornalski ersetzt. In dieser Besetzung wurde das im April 2004 veröffentlichte dritte Album Chaostream aufgenommen. Auf diesem setzte die Band erstmals siebensaitige Gitarren ein. Im Juli desselben Jahres verließ Tomasz Fornalski Lost Soul endgültig und wurde von Damian „Czajnik“ Czajkowski ersetzt. Im Oktober 2003 spielte die Band auf dem Blitzkrieg-II-Festival zusammen mit Vader, Ceti und Crionics und trat in 17 polnischen Städten auf.
Chaostream wurde von Wicked World Records, einer Tochtergesellschaft von Earache Records, veröffentlicht. Das Cover wurde von dem griechischen Künstler Seth Siro Anton entworfen. Die Band ging zur Promotion des Albums auf drei aufeinanderfolgende Tourneen: die Mega Strike Europe in Chaos Tour im April und Mai 2005 zusammen mit Fleshgore und Sanatorium in insgesamt 23 Städten in 10 europäischen Ländern, die Summer Tour 2005 mit Vader und Desecration (10 Auftritte in 3 Ländern) und Blitzkrieg III in über 48 Städten Europas. Lost Soul teilte damals die Bühne mit Bands wie Anorexia Nervosa, Rotting Christ und Vader.
2006 löste Lost Soul sich auf, als Adam Sierżęga und Piotr Ostrowski die Band verließen. Im Jahre 2008 wurde Lost Soul mit dem neuen Schlagzeuger Krzysztof „Desecrate“ Szałkowski (Naamah, Pyrrhoea, Gortal) erneut aktiv. Anfang 2009 schloss Dominik „Domin“ Prykiel sich der Band als zweiter Gitarrist an; in dieser Besetzung begann die Band, an ihrem vierten Album Immerse in Infinity zu arbeiten. Dieses wurde am 6. Oktober 2009 von Witching Hour Productions veröffentlicht. In Zusammenarbeit mit dem Endorfina-Team entstand das erste offizielle Musikvideo zu dem Lied …If The Dead Can Speak. Die Band spielte auf zwei Konzerten der Blitzkrieg-V-Tournee zusammen mit Vader und Marduk zum ersten Mal Lieder ihres aktuellen Albums live.

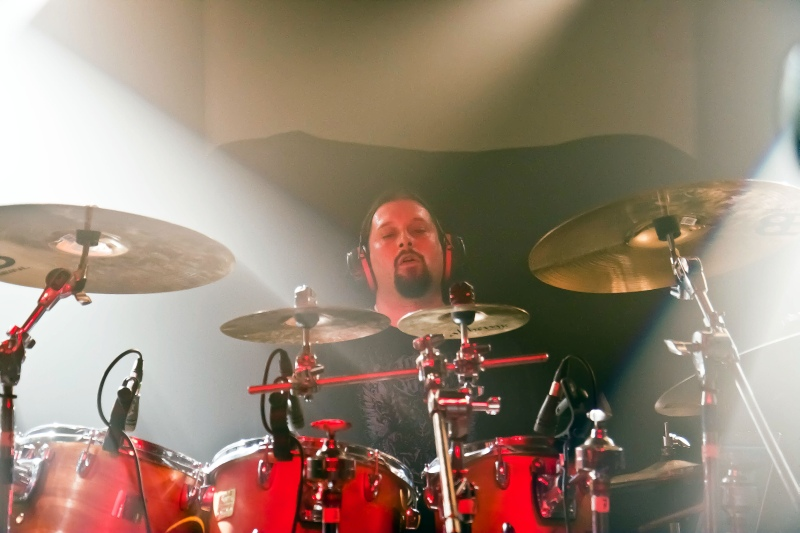
Krzysztof „Desecrate“ Szałkowski – Kraków, 2010.

2010 nahm Lost Soul an elf Konzerten von Rotting Christs Aealo Tour teil. Im Sommer 2010 trat die Band auf dem 15ten Brutal-Assault in Tschechien auf und spielte im Vorprogramm von Bolt Thrower und Gojira. 2010 feierte die Band ihr 20-jähriges Bestehen im Madness-Club in Wrocław unter dem Namen Genesis – XX Years of ChaoZ, den auch ihr folgendes Best-of-Album tragen soll. Zusammen mit Lost Soul traten Bands wie Trauma, Hermh, Crionics, Gortal, Extinct Gods und F.A.M auf.

## Diskografie

### Studio-Alben
- Scream of the Mourning Star (2000, Relapse Records, Metal Mind Productions)
- Übermensch (Death of God) (2002, Osmose Productions, Empire Records)
- Chaostream (2005, Empire Records, Wicked World Records, Earache Records)
- Immerse in Infinity (2009, Witching Hour Productions)
- Atlantis: The New Beginning (2015, Apostasy Records)

### Demos
- Eternal Darkness (1993, selbst finanziert)
- Superior Ignotum (1994, Baron Records)
- …Now Is Forever (1998, selbst finanziert)

### Kompilationen
- Genesis – XX Years of ChaoZ (2013, Witching Hour Productions)

### Splits
- Disco’s Out, Slaughter’s In (1999, Novum Vox Mortis)
- Polish Assault (2000, Relapse Records)

## Videos
- …If the Dead Can Speak (2009, Directed by: Endorfina)[11]

## Auszeichnungen
| Jahr | Kategorie                          | Unterscheidund                   | Note     |
| ---- | ---------------------------------- | -------------------------------- | -------- |
| 2010 | Bestes Album (Immerse in Infinity) | Bewertung auf 2009 Musicarena.pl | Platz II |
| 2011 | Künstler des Jahres in Polen 2010  | Referendum auf 2010 Metalnews.pl | Platz II |